# Strelasund (Schiff, 1883)
Die Strelasund war ein deutsches Seebäderschiff, das im Liniendienst zwischen Stralsund und Hiddensee eingesetzt wurde.

## Geschichte
Das Dampfschiff lief 1883 bei der Stettiner Maschinenbau-Anstalt und Schiffsbauwerft-Actien-Gesellschaft  in Grabow als Peene vom Stapel. Bis 1906 war sie bei der Stettiner Reederei Wilhelm Lüdke & Co. als Frachtdampfschiff im Einsatz. Dann kaufte sie der Rügener Schiffer Gustav Bentzien. Dieser wollte sich mit dem in Strelasund umbenannten Schiff einen größeren Anteil am Ausflugsverkehr zwischen Stralsund, Rügen und Hiddensee sichern. Bereits 1907 verkaufte er die Strelasund an seinen Stralsunder Konkurrenten August Prätz.
Bis 1923 setzte die Reederei Prätz die inzwischen umgebaute und als Salondampfer beworbene Strelasund gemeinsam mit der Hiddensee im Linien- und Ausflugsdienst ein. Sie verkehrte werktags von Stralsund über Neuendorf und Schaprode nach Kloster. Sonntags fuhr sie zusätzlich direkt von Stralsund nach Kloster. Bei Gelegenheit wurden Tagesfahrten nach Wiek, Breege und Zingst, auf der Ostsee sowie zur dänischen Insel Møn durchgeführt.
Gelegentlich wurde die Strelasund als Schlepper bei der Schiffsbergung eingesetzt. Am 4. Februar 1923 erlitt die Strelasund beim Schleppen eines alten Minensuchbootes von Stralsund nach Kiel während eines Sturmes Maschinenschaden. Der Minensucher sank und die Strelasund strandete in der Nähe von Neuhaus bei Dierhagen. Nachdem das Schiff von den Bergungsdampfern Hans und Rügen wieder flottgemacht worden war, wurde es nach Rostock geschleppt und später verschrottet.

## Technik
Das Dampfschiff war 27,08 Meter lang und 4,50 Meter breit. Als Peene war sie mit 59 BRT vermessen, nach dem Umbau 1906 als Strelasund mit 58,61 BRT. Eine Verbunddampfmaschine mit einer Leistung von 80 PS brachte das Schiff mit einer Schraube auf eine Geschwindigkeit von 6,5 Knoten. Die Besatzung bestand aus vier Mann. Es konnten circa 110 Passagiere befördert werden.